# Кундіава
Кундіава (англ. Kundiawa, ток-пісін Kundiawa) — містечко в Папуа Новій Гвінеї, адміністративний центр провінції Сімбу.

## Географія
Кундіава розташована у центрально-східній частині папуанської половини острова Нова Гвінея на висоті понад півтора кілометри над рівнем моря.

### Клімат
Містечко знаходиться у зоні, котра характеризується вологим тропічним кліматом. Найтепліший місяць — січень із середньою температурою 20.7 °C (69.3 °F). Найхолодніший місяць — липень, із середньою температурою 19.1 °С (66.4 °F).
| Клімат Кундіави         | Клімат Кундіави | Клімат Кундіави | Клімат Кундіави | Клімат Кундіави | Клімат Кундіави | Клімат Кундіави | Клімат Кундіави | Клімат Кундіави | Клімат Кундіави | Клімат Кундіави | Клімат Кундіави | Клімат Кундіави | Клімат Кундіави |
| Показник                | Січ.            | Лют.            | Бер.            | Квіт.           | Трав.           | Черв.           | Лип.            | Серп.           | Вер.            | Жовт.           | Лист.           | Груд.           | Рік             |
| Середня температура, °C | 20,7            | 20,6            | 20,4            | 20,2            | 20              | 19,3            | 19,1            | 19,3            | 19,7            | 20,2            | 20,5            | 20,6            | 20,1            |
| Норма опадів, мм        | 232             | 253.2           | 261.6           | 207.4           | 162.4           | 96.1            | 93.4            | 116.4           | 172.5           | 183.6           | 192.1           | 239             | 2209.7          |
| Днів з опадами          | 24              | 23              | 23,6            | 23,4            | 23,6            | 22,5            | 22              | 20,4            | 20,8            | 21,5            | 21,9            | 21,3            | 268             |
| Вологість повітря, %    | 77.8            | 78.5            | 78.9            | 79              | 81.3            | 81.3            | 82.8            | 80.3            | 77.7            | 76              | 75.5            | 77.1            | 78.9            |
| ----------------------- | --------------- | --------------- | --------------- | --------------- | --------------- | --------------- | --------------- | --------------- | --------------- | --------------- | --------------- | --------------- | --------------- |
| Джерело: Weatherbase    |                 |                 |                 |                 |                 |                 |                 |                 |                 |                 |                 |                 |                 |